# 다소성 심방빈맥
다소성 심방빈맥(Multifocal Atrial Tachycardia, MAT)은 심실상빈맥의 일종으로, 가장 흔한 원인으로는 노인에서의 COPD 악화 등이 있다.

## 같이 보기
- 심실상빈맥
- 심방세동
- 유주 심박조율 (Wandering Atrial Pacemaker, WAP)